# Tumor de Krukenberg
Tumor de Krukenberg é um câncer de ovário secretor de muco originado de um carcinoma do trato gastrointestinal, quase sempre câncer de estômago ou cólon. Geralmente são encontrados em ambos os ovários tumores sólidos de 5 a 20cm que conservam a forma do órgão. Pode ser diagnosticado com uma tomografia computadorizada.

## Epidemiologia
Cerca de 80% são metástase de adenocarcinomas de estômago e 14% de câncer de cólon. Representa de 1 a 2% do total de neoplasias ováricas. 

## Prognóstico
Tem mal prognóstico com sobrevida de 3 a 10 meses após o diagnóstico. Apenas 10% dos pacientes sobrevivem mais de 2 anos após o diagnóstico.